# Michail Kalinnikowitsch Korowin
Michail Kalinnikowitsch Korowin (russisch Михаил Калинникович Коровин; * 7. Novemberjul. / 19. November 1883greg. im Gouvernement Tschernigow; † 19. Februar 1956 in Tomsk) war ein russisch-sowjetischer Geologe, Paläontologe und Hochschullehrer.

## Leben
Korowins Vater Kalinnik Sergejewitsch Korowin war ein leibeigener Bauer des Staates aus dem Gouvernement Kursk, der sich als Händler betätigte, Ländereien von Grundherren pachtete und nach der Oktoberrevolution für eine Zuckerfabrik bei Sewsk den landwirtschaftlichen Betrieb führte. Korowins Mutter war die Pfarrerstochter Jewdokija Petrowna Korowina, nach deren frühem Tod 1896 der Vater wieder heiratete und weitere 10 Kinder bekam. Korowin besuchte eine geistliche Schule und das Kursker Geistliche Seminar.
Gegen den Willen des Vaters studierte Korowin am Tomsker Technologischen Institut (TTI, ab 1934 Tomsker Polytechnisches Institut (TPI)). Im Sommer 1913 assistierte er Michail Antonowitsch Ussow auf der geologischen Expedition in die Nordmongolei. Mit der Diplomarbeit über die geologische Struktur und die Bedingungen der Gold-Förderung im Kudarinski-Bezirk der Nordmongolei schloss Korowin 1914 sein Studium ab. Darauf arbeitete er in den Lena-Goldfeldern bei Bodaibo. Daneben lehrte er in Tomsk an den Sibirischen Höheren Kursen für Frauen (1915–1918).
Auf Einladung Ussows kehrte Korowin nach Tomsk zurück und wurde im Dezember 1914 als Laborant Assistent des Paläontologischen Kabinetts des TTI. Ab 1916 lehrte er in der Bergbau-Abteilung und wurde 1917 verantwortlich für die Stratigraphie-Vorlesung. Im Dezember 1921 wurde er Professor und leitete den Lehrstuhl für Historische Geologie und Paläontologie des TTI/TPI (bis 1948). Daneben war er zeitweise Mitarbeiter der Sibirischen Abteilung des Staatlichen Geologie-Komitees (1918–1923, 1928–1930). 1938 wurde er zum Doktor der geologisch-mineralogischen Wissenschaften promoviert. Zu seinen Schülern gehörten Qanysch Sätbajew und Leonti Leontjewitsch Chalfin.
1944–1956 war Korowin Vizedirektor des Bergbau-Geologie-Instituts der Westsibirischen Filiale der Akademie der Wissenschaften der UdSSR (AN-SSSR, seit 1991 Russische Akademie der Wissenschaften (RAN)) und leitete die Erdölgruppe. Ab 1947 beriet er die Krasnojarsker und die Westsibirische Geologie-Verwaltung.
1945 erstellte Korowin eine Studie über Erdöl-Vorkommen in Westsibirien und Wege weiterer geologischer Forschungen, in der er als ersten Schritt Bohrungen im Tomsker Gebiet vorschlug. Da seine Initiative lange keine Unterstützung fand, führte er selbst entsprechende Untersuchungen durch. Später wurden seine Prognosen bestätigt, und Erdöl wurde gefunden. 1947 wurde er Mitglied der KPdSU.
1948 wurde auf Initiative des KPdSU-Komitees der Oblast Tomsk im Haus der Wissenschaftler ein Büro für wissenschaftlich-technische Hilfe für Industrieunternehmen und für Landwirtschaft unter Korowins Leitung eingerichtet.
Korowin war zweimal verheiratet und hatte zwei Söhne und eine Tochter.

## Ehrungen, Preise
- Orden des Roten Banners der Arbeit (1940)[2]
- Verdienter Wissenschaftler und Techniker der RSFSR (1944)[2]
- Medaille „Für heldenmütige Arbeit im Großen Vaterländischen Krieg 1941–1945“ (1946)[2]
- Leninorden (1946, 1953)[2]
- Leninpreis im Bereich Technik (1964 postum zusammen mit Wladimir Wladimirowitsch Ansimow, Sofja Gdaljewna Belkina, Alexander Grigorjewitsch Bystrizki, Lew Iwanowitsch Rownin, Boris Wlassowitsch Saweljew, Lew Grigorjewitsch Zibulin, Raul-Juri Georgijewitsch Ervier, Albert Grigorjewitsch Judin, Wladimir Panteleimonowitsch Kasarinow, Nikolai Nikititsch Rostowzew, Wassili Dmitrijewitsch Naliwkin und Tatjana Iwanowna Ossyko für die perspektivische Erforschung der Erdöl-Vorkommen des Westsibirischen Tieflands und Entdeckung des ersten westsibirischen Erdgas-Vorkommens im Berjosowo-Rajon)[2]